# Барибаевский район
Барибаевский район — единица административного деления Алма-Атинского округа Казакской АССР, существовавшая в 1928—1930 годах. Центр — село Баскан.
Барибаевский район был образован в 1928 году в составе Алма-Атинского округа из частей Барибаевской и Кок-Терекской волостей Лепсинского уезда Джетысуйской губернии.
В 1930 году Барибаевский район был упразднён, а его территория разделена между Аксуйским и Лепсинским районами.